# Rheocricotopus yakulemeus
Rheocricotopus yakulemeus är en tvåvingeart som beskrevs av Sasa och Suzuki 2000. Rheocricotopus yakulemeus ingår i släktet Rheocricotopus och familjen fjädermyggor. Inga underarter finns listade i Catalogue of Life.